# Agèloc
Agèloc (en grec antic Αγέλοχος) va ser un endeví grec del segle v aC, que pertanyia a la branca espartana de la família dels Iàmides.
Era fill del famós endeví Tisamen d'Elis i pare d'Àgies, i potser també de Tisamen el Jove, segons recorda Pausànias. No es coneix la seva activitat com a endeví.